# Розаріо Довсон
Роза́ріо Ізабе́ль До́всон (англ. Rosario Isabel Dawson; нар. 9 травня 1979) — американська акторка, продюсерка, сценаристка, ведуча, співачка, письменниця та ЛГБТ-активістка. Відомі ролі: Асока Тано в Зоряних війнах і супергероїня Клер Темпл в серіалах Marvel: «Шибайголова», «Люк Кейдж», «Джессіка Джонс», «Залізний кулак» і «Захисники».

## Життєпис
Народилася в Нью-Йорку 9 травня 1979 року. Її мати, Ізабель Целеста, була співачкою і народила Розаріо в 16-річному віці. Її батьки не були одружені. Згодом мати одружилася з будівельником Грегом Довсоном, який удочерив Розаріо.

### Кар'єра
У 15 років, під час прогулянки з друзями, її помітив режисер Ларрі Кларк. Він запросив її знятися в своєму спірному фільмі «Діти» (1995 рік). Довсон виконала роль підлітка, яка веде безладне сексуальне життя і вживає наркотики. Хоча сюжет фільму на той момент шокував більшу частину аудиторії і критиків, більшість високо оцінили акторську гру Довсон. Для покращення своєї акторської майстерності вона закінчила Інститут театру і кіно Лі Страсберга.
У 1998 році Доусон надала вступний голос для реміксованої версії синглу Прінса «1999». Голос був коментарем про стан світу в позаминулому році перед новим тисячоліттям. Наступного року вона з'явилася у відеокліпі The Chemical Brothers на пісню «Out of Control» з альбому Surrender. Вона також знялася у треку «She Lives In My Lap» з другого диску альбому OutKast Speakerboxxx/The Love Below, в якому вона говорить вступ і коротку інтермедію наприкінці.
У 2001 році з'явилася в картині «Джозі і кішечки», заснованій на популярних коміксах і мультиплікаційному серіалі 1970-х років про жіночий рок-гурт. Після цього взяла участь у багатьох великих блокбастерах, серед яких «Люди в чорному 2» (2002 рік), .
В екранізації популярного мюзиклу «Оренда» 2005 року вона зіграла екзотичну танцівницю Мімі Маркес, замінивши Дафну Рубін-Вегу, яка була вагітна і не змогла зіграти цю роль. За роль у «Ренті» Доусон отримала премію Satellite Award за найкращу жіночу роль другого плану в кіно. Вона також з'явилася в екранізації графічного роману «Місто гріхів» (2005 рік), знятої Робертом Родріґесом і Френком Міллером, де зіграла Ґейл, повію-домінантку. Того ж року вона з'явилася у видаленій сцені у фільмі Роба Зомбі «Відкинуті дияволом». Сцена була включена до вилучених сцен на DVD-релізі.
Вона зіграла роль Беккі у фільмі «Клерки 2» (2006). У документальному фільмі «Назад до колодязя», присвяченому створенню серіалу, вона розповіла, що саме сцена з віслюком змусила її погодитися на цю роль. У травні того ж року Доусон стала співавтором і співавтором міні-серіалу коміксів «Оперативна група з розслідування окультних злочинів».
В 2007 року вона була присутня на Комік-Коні в Сан-Дієго, щоб просувати комікс. Вона знялася разом з колишньою випускницею «Оренди» Трейсі Томс у фільмі Квентіна Тарантіно «Доказ смерті» у 2007 році, що є частиною подвійного фільму Тарантіно/Роберта Родрігеса «Грайндхаус». Вона продюсувала і знялася у фільмі «Спуск» разом з подругою Талією Лугасі, з якою познайомилася в Академії Лі Страсберґа. 7 липня 2007 року Доусон виступила на американському етапі фестивалю «Live Earth».
У 2008 році Доусон знялася з Віллом Смітом у фільмі «Сім душ» (2008 рік), та в «Орлиний зір» (2008 рік). 17 січня 2009 року Доусон стала ведучою програми «Суботній вечір у прямому ефірі». Пізніше того ж року вона озвучила Артеміду Бана-Мігдальську в анімаційному фільмі «Диво-жінка».

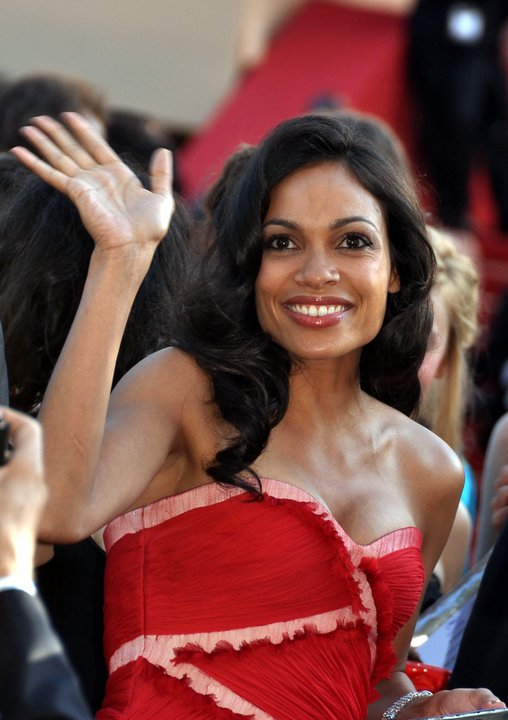
Розаріо Довсон 2011 рік

У 2009 році Доусон виступила в документальному художньому фільмі «Говорить народ», який використовує драматичні та музичні постановки листів, щоденників і промов пересічних американців, засновані на книзі історика Говарда Зінна «Народна історія Сполучених Штатів». У 2009 році Доусон також озвучила персонажа Оксамитового Фон Блека в анімаційному фільмі Роба Зомбі «Примарний світ Ель Суперзвіра». Для альбому Kasabian «West Ryder Pauper Lunatic Asylum» вона заспівала трек «West Ryder Silver Bullet».
У 2010 році вона знялася у фільмах «Персі Джексон та олімпійці»: Викрадач блискавок" у ролі Персефони та «Некерований» у ролі начальника залізничної станції Конні Хупер. У 2013 році з'явилася в незалежному фільмі «Дай мені притулок». Наступного року вона повторила свою роль Гейл у фільмі «Місто гріхів 2».
У 2015 році вона зіграла Клер Темпл у веб-телесеріалі Netflix «Шибайголова», роль, яку вона повторила в серіалах «Джессіці Джонс і Люку Кейджу». Подібність Доусон також була використана в коміксі «Джессіка Джонс» як її персонаж в обох шоу. Доусон продовжила цю роль у 2017 році в «Залізному кулаці» та «Захисниках».
З 2015 року Розаріо Довсон знялася у кількох супергеройських серіалах кіновсесвіту Marvel у ролі Клер Темпл. Її героїня — медсестра, яка допомогла таємничому чоловіку в чорній масці оговтатися від отриманих травм. Згодом вона допомогла Джессіці Джонс і Люку Кейджу, і стала вірною напарницею захисників порядку. З'явилася і в серіалі «Залізний кулак», де її героїня почала брати уроки карате в Коллін Вінг.
У 2015 році вона зіграла Клер Темпл у веб-телесеріалі Netflix «Шибайголова», роль, яку вона повторила в серіалах «Джессіці Джонс» та «Люку Кейджу». Подібність Доусон також була використана в коміксі про Джесіку Джонс, як її персонаж в обох шоу. Доусон продовжила цю роль у 2017 році в «Залізному кулаці» та «Захисниках».
У 2018 році зіграла головну жіночу роль у фільмі «Кристал». У 2020 році вона отримала роль героїні «Зоряних воєн» Асоки Тано у другому сезоні «Мандалорця» на каналі Disney+, а також повторила цю роль у «Книзі Боба Фетта» та спін-офф міні-серіалі «Асока». У 2022 році вона повторила роль Беккі у фільмі «Клерки 3» (2022).

## Персональне життя

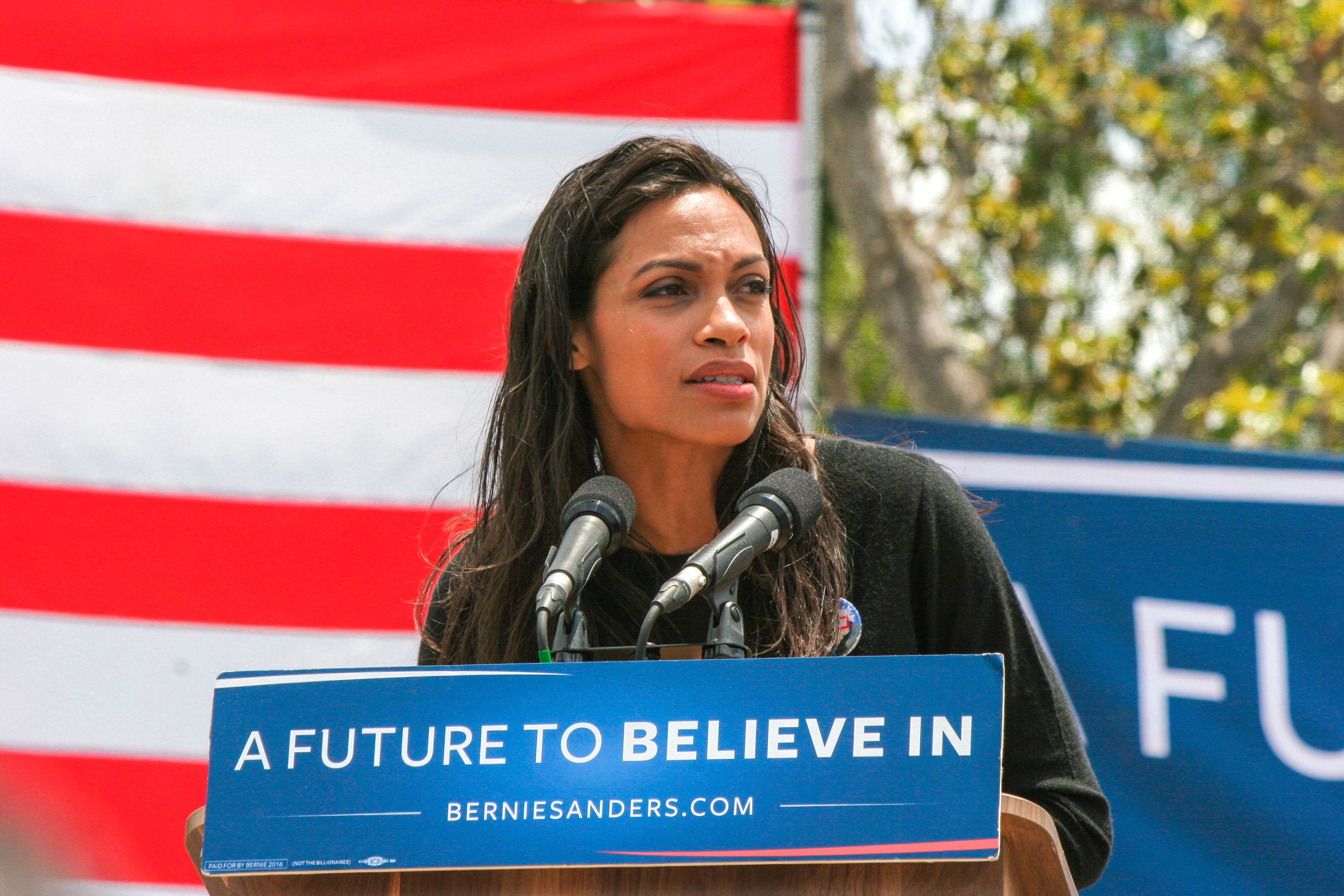
Доусон на мітингу Берні Сандерса в східному Лос-Анджелесі в травні 2016 року

Має прийомну дочку Лола Довсон (нар. У 2002 році, удочерена у 2014 році). У грудні 2023 року Доусон оголосила, що Ізабелла вагітна і її перший онук має народитися у 2024 році.
У березні 2019 року Доусон підтвердила, що перебуває у стосунках з сенатором США Корі Букером. Їхні стосунки завершилися в лютому 2022 року.
У 2018 році Доусон зробила пост в Instagram, який був широко сприйнятий, як її камінг-аут; коли її запитали про це в інтерв'ю 2020 року, вона заявила, що це не було її наміром, і далі уточнила, що хоча «люди продовжували говорити, що я [камінг-аут]… я цього не робила, … Я маю на увазі, що це не є неточним, але я ніколи не робила камінг-аут. Я маю на увазі, я думаю, що я зараз … У мене ніколи не було стосунків у цьому просторі, тому це ніколи не відчувалося як справжній поклик для мене». Пізніше представник Доусон пояснив The Daily Beast, що вона мала на увазі, що зробила камінг-аут, як союзник ЛГБТК-спільноти.

## Фільмографія

### Фільми
| Рік  |    | Українська назва                            | Оригінальна назва                                  | Роль                         |
| ---- | -- | ------------------------------------------- | -------------------------------------------------- | ---------------------------- |
| 1995 | ф  | Дітки                                       | Kids                                               | Рубі                         |
| 1998 | ф  | Його гра                                    | He Got Game                                        | Лала Бонілла                 |
| 1998 | ф  | Задвірки                                    | Side Streets                                       | Марісоль Ідальґо             |
| 1999 | ф  | Запалюйте, хлопці                           | Light It Up                                        | Стефані Вільямс              |
| 2000 | ф  | Тільки ти і я                               | Down to You                                        | Лана                         |
| 2000 | ф  | Король джунглів                             | King of the Jungle                                 | Вероніка                     |
| 2001 | ф  | Джозі і кішечки                             | Josie and the Pussycats                            | Валері Браун                 |
| 2001 | ф  | Стіни Челсі                                 | Chelsea Walls                                      | Одрі                         |
| 2001 | ф  | Тротуари Нью-Йорка                          | Sidewalks of New York                              | Марія Тедеско                |
| 2002 | ф  | День покаяння                               | Ash Wednesday                                      | Грейс                        |
| 2002 | ф  | Як заробити 20 мільйонів баксів             | The First $20 Million Is Always the Hardest        | Аліса                        |
| 2002 | ф  | Люди в чорному 2                            | Men in Black II                                    | Лора Васкез                  |
| 2002 | ф  | Пригоди Плуто Неша                          | The Adventures of Pluto Nash                       | Діна Лейк                    |
| 2002 | ф  | Любов у часи, коли гроші вирішують все      | Love in the Time of Money                          | Анна                         |
| 2002 | ф  | 25-та година                                | 25th Hour                                          | Натурель Рів'єра             |
| 2003 | ф  | Історія однієї дівчини                      | This Girl's Life                                   | Мартін                       |
| 2003 | ф  | Афера Стівена Гласса                        | Shattered Glass                                    | Енді Фокс                    |
| 2003 | ф  | Скарб Амазонки                              | The Rundown                                        | Маріана                      |
| 2004 | ф  | Олександр                                   | Alexander                                          | Роксана                      |
| 2005 | ф  | Ця революція                                | This Revolution                                    | Тіна Сантьяго                |
| 2005 | ф  | Місто гріхів                                | Sin City                                           | Гейл                         |
| 2005 | ф  | Богема                                      | Rent                                               | Мімі Маркез                  |
| 2006 | ф  | Клерки 2                                    | Clerks II                                          | Беккі                        |
| 2006 | ф  | Як впізнати своїх святих                    | A Guide to Recognizing Your Saints                 | Лорі                         |
| 2007 | ф  | Грайндхаус                                  | Grindhouse                                         | Абернаті Росс                |
| 2007 | ф  | Падіння                                     | Descent                                            | Майя                         |
| 2008 | ф  | Явні захворювання                           | Explicit Ills                                      | Мама Бабо                    |
| 2008 | ф  | Орлиний зір                                 | Eagle Eye                                          | Зої Перез                    |
| 2008 | ф  | Кілер                                       | Killshot                                           | Донна                        |
| 2008 | ф  | Сім життів                                  | Seven Pounds                                       | Емілі Поза                   |
| 2009 | мф | Диво-Жінка                                  | Wonder Woman                                       | Артеміс (озвучення)          |
| 2009 | мф | Примарний світ Ель Супербісто               | The Haunted World of El Superbeasto                | Вельвет фон Блек (озвучення) |
| 2010 | кф |                                             | Awake                                              | Робін                        |
| 2010 | ф  | Персі Джексон і Викрадач блискавок          | Persy Jackson & The Olympians: The Lightning Thief | Персефона                    |
| 2010 | ф  | Некерований                                 | Unstoppable                                        | Конні Хупер                  |
| 2011 | ф  | Дівчина входить в бар                       | Girl Walks into a Bar                              | Джун                         |
| 2011 | ф  | Зоонаглядач                                 | Zookeeper                                          | Кейт                         |
| 2011 | ф  | 10 років потому                             | 10 Years                                           | Мері                         |
| 2012 | ф  | Клин клином                                 | Fire with fire                                     | Талія                        |
| 2012 | ф  | Готель «Нуар»                               | Hotel Noir                                         | Севілья                      |
| 2013 | ф  | Транс                                       | Trance                                             | Елізабет                     |
| 2013 | ф  | Подаруй мені притулок                       | Gimme Shelter                                      | Джун Бейлі                   |
| 2013 | ф  | Одна мільярдна частка                       | Parts per Billion                                  | Міа                          |
| 2013 | ф  | Знищення                                    | Raze                                               | Рейчел                       |
| 2014 | ф  | Чавес                                       | Cesar Chavez                                       | Долорес Уерта                |
| 2014 | ф  | Місто гріхів 2                              | Sin City: A Dame to Kill For                       | Гейл                         |
| 2014 | ф  | Полонянка                                   | The Captive                                        | Ніколь Данлоп                |
| 2014 | ф  | Топ-5                                       | Top Five                                           | Челсі Браун                  |
| 2015 | мф | Феї і легенда загадкового звіра             | Tinker Bell and the Legend of the NeverBeast       | Нікс (озвучення)             |
| 2015 | мф | Ліга Справедливості: Трон Атлантиди         | Justice League: Throne of Atlantis                 | Диво-Жінка (озвучення)       |
| 2015 | ф  | Пуерториканці в Парижі                      | Puerto Ricans in Paris                             | Ванесса                      |
| 2016 | мф | Ліга Справедливості проти Юних Титанів      | Justice League vs. Teen Titans                     | Диво-Жінка (озвучення)       |
| 2016 | мф | Ретчет і Кланк: Галактичні рейнджери        | Ratchet & Clank                                    | Еларіс (озвучення)           |
| 2017 | мф | Темна Ліга Справедливості                   | Justice League Dark                                | Диво-Жінка (озвучення)       |
| 2017 | мф | Lego Фільм: Бетмен                          | The Lego Batman Movie                              | Барбара Гордон (озвучення)   |
| 2017 | ф  | Мара                                        | Unforgettable                                      | Джулія Бенкс                 |
| 2017 | ф  | Кристал                                     | Krystal                                            | Кристал Брайант              |
| 2018 | мф | Смерть Супермена                            | The Death of Superman                              | Диво-Жінка (озвучення)       |
| 2018 | ф  | Вибачте, що потурбував                      | Sorry to Bother You                                | голос у ліфті                |
| 2018 | мф | Прислужники                                 | Henchmen                                           | Джолін (озвучення)           |
| 2019 | мф | Панування Суперменів                        | Reign of the Supermen                              | Диво-Жінка (озвучення)       |
| 2019 | мф | Диво-жінка: Кровні узи                      | Wonder Woman: Bloodlines                           | Диво-Жінка (озвучення)       |
| 2019 | ф  | Хтось класний                               | Someone Great                                      | Ханна Девіс                  |
| 2019 | ф  | Джей та Мовчазний Боб: Перезавантаження     | Jay and Silent Bob Reboot                          | Реджі Фолкен                 |
| 2019 | ф  | Вітаємо у Зомбіленді 2                      | Zombieland: Double Tap                             | Невада                       |
| 2020 | мф | Темна Ліга Справедливості: Війна Апоколіпса | Justice League Dark: Apokolips War                 | Диво-Жінка (озвучення)       |
| 2020 | ф  | Водяна людина                               | The Water Man                                      | Мері                         |
| 2021 | ф  | Космічний джем: Нове покоління              | Space Jam: A New Legacy                            | Диво-Жінка (озвучення)       |
| 2022 | ф  | Клерки 3                                    | Clerks III                                         | Беккі                        |
| 2023 | ф  | Маєток з привидами                          | Haunted Mansion                                    | Габбі                        |

### Телебачення
| Рік       |    | Українська назва                  | Оригінальна назва      | Роль                                                   |
| --------- | -- | --------------------------------- | ---------------------- | ------------------------------------------------------ |
| 2003      | с  |                                   | Punk'd                 | в ролі себе (Епізод: «#1.8»)                           |
| 2007      | мс | Робоцип                           | Robot Chicken          | різні ролі (Епізод: «More Blood, More Chocolate»)      |
| 2008      | с  | Gemini Division                   | Gemini Division        | Анна Діаз (50 епізодів)                                |
| 2009      | с  | Суботнього вечора в прямому ефірі | Saturday Night Live    | гість (Епізод: «Rosario Dawson / Fleet Foxes»)         |
| 2009      | мс | Губка Боб Квадратні Штани         | SpongeBob SquarePants  | Розаріо Довсон (Епізод: «SpongeBob's Truth or Square») |
| 2011      | тф | П'ять                             | Five                   | Лілі                                                   |
| 2015—2016 | с  | Шибайголова                       | Daredevil              | Клер Темпл (8 епізодів)                                |
| 2015      | с  | Джессіка Джонс                    | Jessica Jones          | Клер Темпл (Епізод: «AKA Smile»)                       |
| 2016—2018 | с  | Люк Кейдж                         | Luke Cage              | Клер Темпл (11 епізодів)                               |
| 2017      | с  | Залізний кулак                    | Iron Fist              | Клер Темпл (6 епізодів)                                |
| 2017      | с  | Захисники                         | The Defenders          | Клер Темпл (6 епізодів)                                |
| 2018—2019 | с  | Незаймана Джейн                   | Jane the Virgin        | Джейн Рамос (17 епізодів)                              |
| 2018      | мс | Єлена з Авалора                   | Elena of Avalor        | Дар'я (2 епізоди)                                      |
| 2020      | мс | Останні діти на Землі             | The Last Kids on Earth | Реззок (7 епізодів)                                    |
| 2020      | с  | Мандалорець                       | The Mandalorian        | Асока Тано (Епізод: «Chapter 13»)                      |
| 2020      | с  | У заростях                        | Briarpatch             | Аллегра Ділл (10 епізодів)                             |
| 2020—2022 | мс | Це Поні                           | It's Pony              | Пенні Раміро (4 епізоди)                               |
| 2021      | с  | Дзвінки                           | Calls                  | Кетрін (Епізод: «It's All In Your Head»)               |
| 2021      | с  | Молодий Скеля                     | Young Rock             | Моніка Джексон (2 епізоди)                             |
| 2021      | с  | Ломка                             | Dopesick               | Бріджит Мейер (8 епізодів)                             |
| 2022      | с  | Книга Боби Фетта                  | The Book of Boba Fett  | Асока Тано (Епізод: «Chapter 6»)                       |
| 2022      | мс | Любов, смерть і роботи            | Love, Death & Robots   | доктор Мірні (Епізод: «Swarm»)                         |
| 2023      | с  | Асока                             | Ahsoka                 | Асока Тано (8 епізодів)                                |
| 2024      | а  | Термінатор: Зеро                  | Terminator Zero        | Кокоро (8 епізодів)                                    |

### Відеоігри
| Рік  | Назва                                           | Роль                      |
| ---- | ----------------------------------------------- | ------------------------- |
| 2006 | Marc Eckō's Getting Up: Contents Under Pressure | Тіна                      |
| 2012 | Syndicate                                       | Лілі Дравл                |
| 2016 | Ratchet & Clank                                 | Еларіс                    |
| 2016 | Dishonored 2                                    | Меган Фостер / Біллі Лурк |
| 2016 | Lego Dimensions                                 | Барбара Гордон / Бетгьорл |
| 2017 | Wilson's Heart                                  | Ельза Волкотт             |
| 2017 | Dishonored: Death of the Outsider               | Біллі Лурк                |
| 2019 | NBA 2K20                                        | Іса                       |
| 2022 | Dying Light 2: Stay Human                       | Лаван                     |